# Фібі Спурс
Фібі Спурс (11 серпня 1993 , Крайстчерч ) —  новозеландська веслувальниця, бронзова призерка Олімпійських ігор 2024 року.

## Виступи на Олімпіадах
| Олімпіада  | Дисципліна | Місце |
| ---------- | ---------- | ----- |
| Париж 2024 | четвірки   | 3     |

## Зовнішні посилання
- Фібі Спурс на сайті World Rowing (англійська)
- Фібі Спурс на сайті Olympics.com (англійська)
- Фібі Спурс на сайті Olympedia (англійська)
- Фібі Спурс на сайті New Zealand Olympic Committee (англійська)